# Gato de Gayer-Anderson

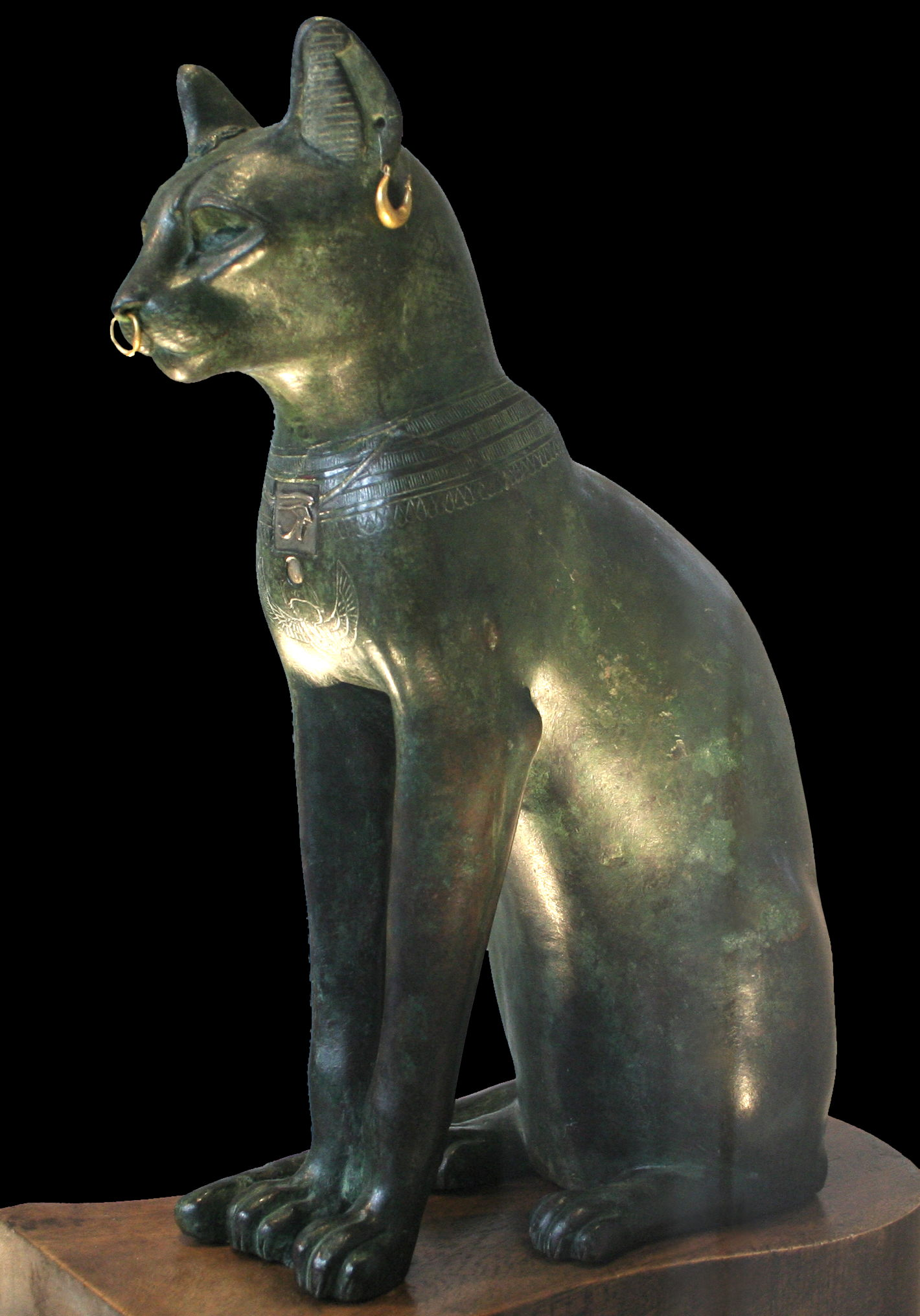
O gato de Gayer-Anderson em exposição no museu britânico

O gato de Gayer-Anderson (Gayer-Anderson cat) é uma estatueta do Antigo Egito, feita de bronze, datada de aproximadamente 664-332 a.C.

## Estilo e detalhe
A escultura tem esse nome desde que foi doada ao Museu Britânico pelo major Robert Grenville Gayer-Anderson. O gato é representado com joias e um amuleto com o Olho de Hórus. Os brincos de ouro e o anel do nariz podem não ter sido sempre dele, são antigos, mas uma fotografia antiga mostra o gato usando um par diferente. Um escaravelho com asas aparece no peito e no topo da cabeça. A peça tem 42 centímetros de altura e 13 de largura. Uma cópia é mantida no Museu Gayer-Anderson, no Cairo.